# Interalliierte Kriegsschulden
Interalliierte Kriegsschulden waren zwischenstaatliche Zahlungsverpflichtungen, die während des Ersten Weltkriegs zwischen den Alliierten und assoziierten Mächten aufgelaufen waren. Hauptgläubiger waren die Vereinigten Staaten (USA) und das Vereinigte Königreich (Großbritannien), das seinerseits einen Großteil des verliehenen Geldes bei der US-amerikanischen Bundesregierung aufgenommen hatte. Insgesamt beliefen sie sich auf eine zu verzinsende Kapitalsumme von etwa 26,5 Milliarden US-Dollar, das heißt 5,5 Milliarden Pfund Sterling.
Nach Ende des Weltkriegs kam der Schuldendienst an den interalliierten Kriegsschulden nur langsam in Gang. Die Sowjetregierung weigerte sich, die Schulden der vom Zarenreich aufgenommenen Kredite zu bedienen. Die europäischen Siegermächte wollten nur zahlen, wenn sie mindestens die gleiche Summe vom Deutschen Reich als Reparationen einnahmen. Diesen Standpunkt hatte der britische Lord President of the Council Arthur Balfour am 1. August 1922 in einer Note an die Schuldnerstaaten Großbritanniens deutlich gemacht: Demnach wolle die Regierung seiner Majestät nur so viel an Reparationen von Deutschland und Kriegsschulden von seinen ehemaligen Verbündeten einfordern, wie zur Bedienung ihrer eigenen Kriegsschulden bei den Vereinigten Staaten nötig sei. Erst nachdem Deutschland mit dem Dawesplan 1924 begonnen hatte, regelmäßig Reparationen an die europäischen Siegermächte zu zahlen, begannen diese, ihre interalliierten Kriegsschulden zu bedienen. Insgesamt erhielten die USA unter dem Titel der interalliierten Kriegsschulden knapp 2,7 Milliarden US-Dollar zurück, das entspricht 12,25 % der geforderten Summe.
Der amerikanische Senat hatte die Ratifikation des Versailler Vertrags am 19. März 1920 abgelehnt. Daher erhoben die USA keine Reparationsforderungen gegen das Deutsche Reich und lehnten lange jede Verknüpfung von Reparationen und interalliierten Kriegsschulden ab. Am 20. Juni 1931 schlug der amerikanische Präsident Herbert Hoover das Hoover-Moratorium vor: Um in der Weltwirtschaftskrise das Vertrauen der Kapitalmärkte wiederherzustellen, sollten sowohl der Schuldendienst der Reparationen als auch der interalliierten Kriegsschulden für ein Jahr aufgeschoben werden. Etwas mehr als ein Jahr später wurden auf der Konferenz von Lausanne die Reparationsverpflichtungen des zahlungsunfähigen Deutschen Reichs bis auf eine Restsumme von drei Milliarden Reichsmark als Schlusszahlung gestrichen, die nie eingefordert wurde. Daraufhin verweigerten Großbritannien, Frankreich und die anderen interalliierten Kriegsschuldner den Schuldendienst. Seitdem befinden sie sich in Schuldnerverzug. 1934 unterzeichnete Präsident Franklin D. Roosevelt den Johnson Act, der verbot, Ländern, die bereits einmal ihre Schulden bei den USA nicht bedient hatte, Anleihen zu gewähren. Erst im Juli 1945 hob der Kongress diese Regelung wieder auf.
Die bis heute ungelöste Frage der Kriegsschulden belastete in den Jahren vor dem Zweiten Weltkrieg die Beziehungen zwischen den USA und den westeuropäischen Mächten und erschwerte eine gemeinsame Abwehr gegen die wachsenden Machtansprüche des nationalsozialistischen Deutschland. Auch nach dem Zweiten Weltkrieg blieb das Problem ungelöst. Ein amerikanischer Weltalmanach listete bis Ende der 1970er Jahre die interalliierten Kriegsschulden auf, die die europäischen Mächte bei den USA hatten; durch den Verzug an Zins- und Zinseszinszahlungen hatte sich ihre Schuld bis 1980 nominal verdoppelt.